# Otto Dieskau
Otto Dieskau (* 26. Juni 1844 in Althaldensleben; † 8. August 1933 daselbst) war Schulrektor und Leiter des Standesamtes in Althaldensleben. Er hatte zahlreiche Ehrenämter inne und trat vor allem als Heimatforscher hervor, der seine Forschungsergebnisse in der Broschüren-Serie „Aus Althaldenslebens Vergangenheit“ veröffentlichte.

## Leben
Dieskau war der Sohn des Althaldensleber Kunstgärtners August Dieskau und dessen zweiter Frau, Caroline Tripler. Das Paar hatte 1843 geheiratet; Otto Dieskau war das älteste Kind aus dieser Verbindung.
Nachdem er 1865 am Lehrerseminar in Halberstadt die Prüfung zum Elementar-Lehramt abgelegt hatte, kehrte er als Schulamts-Kandidat und Lehrer zur evangelischen Volksschule in Althaldensleben zurück. Später wurde er Rektor dieser Schule, an der er bis 1911 lehrte. Im Jahr 1872 wurde er außerdem zum Filial-Sparkassenrendanten für Althaldensleben und 1886 zum Leiter des Standesamtes Althaldensleben bestellt. Letzteres Amt übte er bis 1928 aus.
1866 gründete Dieskau den Althaldensleber Männer-Gesangverein „Gemüthlichkeit“, als dessen Dirigent er fungierte. Von 1871 bis 1911 war er Organist und Leiter der Kurrende der evangelischen Gemeinde Althaldensleben. Mehrere Jahrzehnte gehörte Dieskau dem Gemeindekirchenrat und der Kreissynode an. Im „Aller-Verein“ hielt er historische Vorträge und erweiterte die Sammlungen. Der Schwerpunkt seiner außer- und nachberuflichen Aktivitäten lag auf der Erforschung der Geschichte Althaldenslebens. Er veröffentlichte regelmäßig in der regionalen Presse. In einer von 1922 bis 1930 verlegten Reihe von mehrauflagigen Broschüren erschienen 48 Abhandlungen zu historischen Themen. Die zehn Bände dieser Reihe wurden unter dem Titel „Aus Althaldenslebens Vergangenheit“ von Wilhelm Simmerlein verlegt und in der Druckerei des Neuhaldensleber Wochenblattes hergestellt.

## Ehrungen
- Ehrenmitgliedschaft im Althaldensleber Männer-Gesangverein „Gemüthlichkeit“
- Ehrenmitgliedschaft im „Aller-Verein“ in Anerkennung seiner Verdienste um die Heimatpflege
- Gedenkstein für Otto Dieskau. Hier fanden 2009 (165. Geburtstag) und 2014 (170. Geburtstag) Gedenkveranstaltungen statt[1]
- Benennung der Grundschule Althaldensleben (Dammühlenweg/Große Straße) mit dem Namen Dieskaus im Jahr 1993 (60. Todestag)[A 3][2][3]
- Benennung der Dieskaustrasse in Althaldensleben

## Werk (Auswahl: „Aus Althaldenslebens Vergangenheit“)

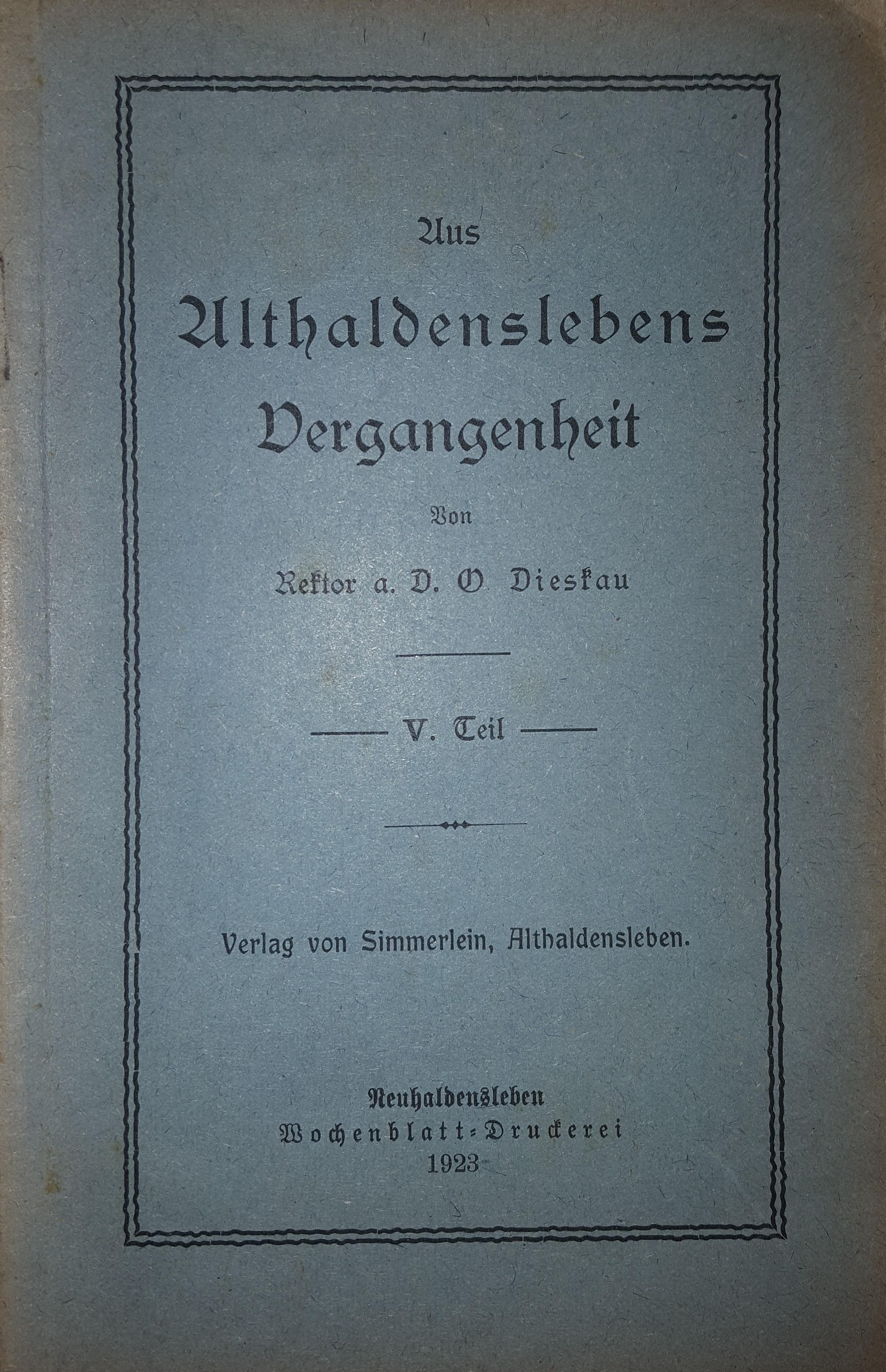

- I. Teil (1922): Besitz und Einnahmen des Klosters im Jahre 1685 (1), Lasten des Klosters ums Jahr 1685 (2), Die Klosterdörfer ums Jahr 1685 (3), Verkehrswege im 17. und 18. Jahrhundert (4), Des Nonnenklosters Gerichtsbarkeit (5), Eine Klosterschlacht (6), Des Ortes Gründung (7)
- II. Teil (1924): Die Klostermühlen (8), Vor hundert Jahren (9), Die Klosterpassage (10), Kirchliches aus der Klosterzeit (11), Noch einmal vor hundert Jahren (12)
- III. Teil (1924): Von des Klosters Fischerei und Krebsfang (13), Das Kloster-Vorwerk Glüsig (14), Brosamen aus den Klosterakten (15), Des Klosters Fischerei und Krebsfang (16), Der Klosterwald (17)
- V. Teil (1923): Unsere Adlersäule (23), Unser Klostergutspark (24), Unser Klosterkrug (25), Des Frauenklosters Ohrefischerei (26), Unser Kirchenbau (27), Die Notlage unserer katholischen Kirchenbeamten nach Aufhebung des Klosters (28)
- VI. Teil (1924): Aus der Franzosenzeit (29), Des Klosters Gründonnerstags-Spende (30), Joh. Gottl. Nathusius’ zweite Reise nach Kassel (31), Hoffmann von Fallersleben (32), Unsere Kurrende (33)
- VIII. Teil (1928): Beziehungen zu Preußens Heereswesen im 18. Jahrhundert (38), Unsere Steineiche – ein Nekrolog (39), Des Klosters Beziehungen zur Außenwelt uns Jahr 1700 (40)
- IX. Teil (1929): Geschichtliches vom Turnen an der evangelischen Volksschule (41), Kampf um die Weideberechtigung (42), Die Uebersiedlung der beiden Kirchengemeinden aus der ehemaligen Klosterkirche in das jetzige Gotteshaus (43), Eigenhändige Randglossen von Joh. Gottl. Nathusius zu seinem Hauptbuch vom Jahre 1815 (44)
- X. Teil (1930): Gabriele Reuters Beziehungen zu Althaldensleben (45), Zur Hundertjahrfeier der Einweihung unseres evangelischen Gotteshauses (46), Das große Steinbett und was damit zusammenhängt (47), Nachträgliches über Johann Gottlob Nathusius (48)